# The First Barbarians: Live from Kilburn
The First Barbarians: Live from Kilburn är ett livealbum av Ronnie Wood och band, utgivet 2007 av skivbolaget Wooden Records. Materialet inspelades och filmades juli 1974 vid Kilburn Gaumont State Theatre för att promotera Ronnie Woods första soloalbum, I've Got My Own Album to Do. Med skivan följde även en DVD.
Vid tidpunkten för konserten kallades bandet "Woody and Friends". Namnet "First Barbarians" henspelar på bandet The New Barbarians, bandet Wood samlade för en sex-veckors turné 1979, vars uppställning inkluderade tre av musikerna som spelade på Kilburn-spelningarna i juli 1974 (Wood, Keith Richards och Ian McLagan).

## Låtlista

### CD
1. "Intro" (instrumental) – 2:14
2. "Am I Grooving You" (Bert Russell/Jeff Barry) – 5:02
3. "Cancel Everything" – 4:48
4. "Mystifies Me" (med Rod Stewart på sång) – 5:02
5. "Take a Look at the Guy" (med Rod Stewart på sång) – 5:35
6. "Act Together" (Mick Jagger/Keith Richards) – 5:53
7. "Shirley" – 7:47
8. "Forever" – 4:27
9. "Sure the One You Need" (Mick Jagger/Keith Richards) (Keith Richards på sång) – 3:46
10. "I Can't Stand the Rain" (Don Bryant/Ann Peebles/Bernard Miller) – 3:36
11. "Crotch Music" (instrumental) (Willie Weeks) – 6:33
12. "I Can Feel the Fire" – 6:57

- Alla låtar skrivna av Ronnie Wood där inget annat anges.

### DVD
1. "Intro"
2. "Am I Grooving You"
3. "Cancel Everything"
4. "If You Gotta Make a Fool of Somebody" (Rudy Clark) (Rod Stewart, sång)
5. "Mystifies Me"
6. "Take a Look at the Guy"
7. "Act Together"
8. "Shirley"
9. "Forever"
10. "Sure the One You Need"
11. "Crotch Music"
12. "I Can Feel the Fire"

## Medverkande
Musiker
- Ronnie Wood – gitarr, sång
- Ian McLagan – piano, orgel
- Andy Newmark – trummor
- Keith Richards – gitarr, piano, sång
- Rod Stewart – sång
- Willie Weeks – basgitarr